# Conspiración sediciosa
Una conspiración sediciosa es una conspiración para cometer sedición. Es un delito federal en los Estados Unidos de acuerdo a 18 U.S.C. § 2384:

Si dos o más personas en cualquier Estado o Territorio, o en cualquier lugar sujeto a la jurisdicción de los Estados Unidos, conspiran para derrocar, sofocar o destruir por la fuerza al Gobierno de los Estados Unidos, o para librar la guerra contra ellos, o para oponerse por la fuerza a su autoridad, o por la fuerza para prevenir, obstaculizar o retrasar la ejecución de cualquier ley de los Estados Unidos, o por la fuerza para apoderarse, tomar o poseer cualquier propiedad de los Estados Unidos en contra de la autoridad de los mismos , cada uno será multado o encarcelado por no más de 20 años, o ambos.

Para que se lleve a cabo un cargo por conspiración sediciosa, basta planificar un crimen, no siendo necesario que sea realmente llevado a cabo. Según Andrés Torres y José E. Velázquez, la acusación de conspiración sediciosa es de carácter político y fue utilizada casi exclusivamente contra los independentistas puertorriqueños en el siglo XX. Sin embargo, la ley también se utilizó en el siglo XX contra comunistas (el United Freedom Front), neonazis y terroristas como el Ejército Republicano Irlandés Provisional en Massachusetts y Omar Abdel-Rahman.

## Antecedentes
Desde la Primera Guerra Mundial, el gobierno federal ha ganado numerosos casos de conspiración sediciosa contra independentistas, comunistas y otros puertorriqueños.

## Casos notables
- En 1936, Pedro Albizu Campos, un nacionalista puertorriqueño, y otros nueve fueron acusados de intentar derrocar por la fuerza al Gobierno de los Estados Unidos en Puerto Rico y fueron encarcelados durante 10 años en Atlanta.
- En 1980, la nacionalista puertorriqueña Carmen Valentín Pérez y otras nueve mujeres y hombres fueron acusados de conspiración sediciosa por intentar derrocar al gobierno de los Estados Unidos en Puerto Rico, y cada uno recibió sentencias de hasta 90 años de prisión.[6]
- Diez supremacistas blancos fueron acusados de conspiración sediciosa en 1987 por delitos relacionados con La Orden y El Pacto, La Espada y el Brazo del Señor. Los diez acusados y los otros cuatro acusados de diferentes delitos fueron absueltos en abril de 1988 tras un juicio de dos meses.[7]
- El 1 de octubre de 1995, el jeque Omar Abdel-Rahman, un destacado clérigo musulmán, y otras nueve personas fueron condenados por conspiración sediciosa.[8] Habían sido acusados de complots terroristas en la ciudad de Nueva York .
- El 29 de marzo de 2010, nueve miembros de la milicia cristiana Hutaree fueron acusados de conspiración sediciosa.[9]
- Algunos participantes en el asalto al Capitolio de los Estados Unidos el 6 de enero de 2021, después de ser investigados durante un año y medio por cargo de conspiración sediciosa,[10] en realidad fueron condenados por ese cargo en noviembre de 2022.[11]